# John Frederick Dewey
Pour les articles homonymes, voir Dewey.
John Frederick Dewey, né en 1937, est un géologue structurel britannique avocat de la théorie de la tectonique des plaques et spécialiste du développement et de l'évolution des chaînes de montagnes.

## Biographie
Dewey étudie à l'école Bancroft puis à l'université Queen Mary et à l'Imperial College où il reçoit son baccalauréat en sciences et son Ph.D. en géologie. Il donne ensuite des lectures à l'université de Manchester de 1960 à 1964, à l'université de Cambridge de 1964 à 1970 et à l'université Memorial de Terre-Neuve en 1971. En 1971 Dewey devient professeur de géologie à l'université d'Albany. Durant cette période il écrit une série d'articles devenus des classiques autour de l'histoire des Appalaches du Terre-Neuve-et-Labrador ainsi que de l'orogenèse calédonienne d'Écosse et d'Irlande. Dewey consacre la fin de sa carrière à modéliser le développement et l'orogenèse de l'Himalaya.
Dewey retourne en Grande-Bretagne en 1982 comme professeur de géologie de l'université de Durham, un poste qu'il occupe pendant quatre ans. Comme plusieurs autres professeur de Durham, par exemple Lawrence Rickard Wager, Dewey devient professeur à l'université d'Oxford et membre de l'University College de 1986 à 2001. Depuis il est retourné aux États-Unis, professeur à l'université de Californie à Davis tout en conservant un poste de chercheur senior à l'University College.
Dewey reçoit la médaille Lyell en 1983, la médaille Penrose en 1992 et la médaille Wollaston en 1999. Il est élu membre de la Royal Society en 1985.